# Robert Edwin Peary

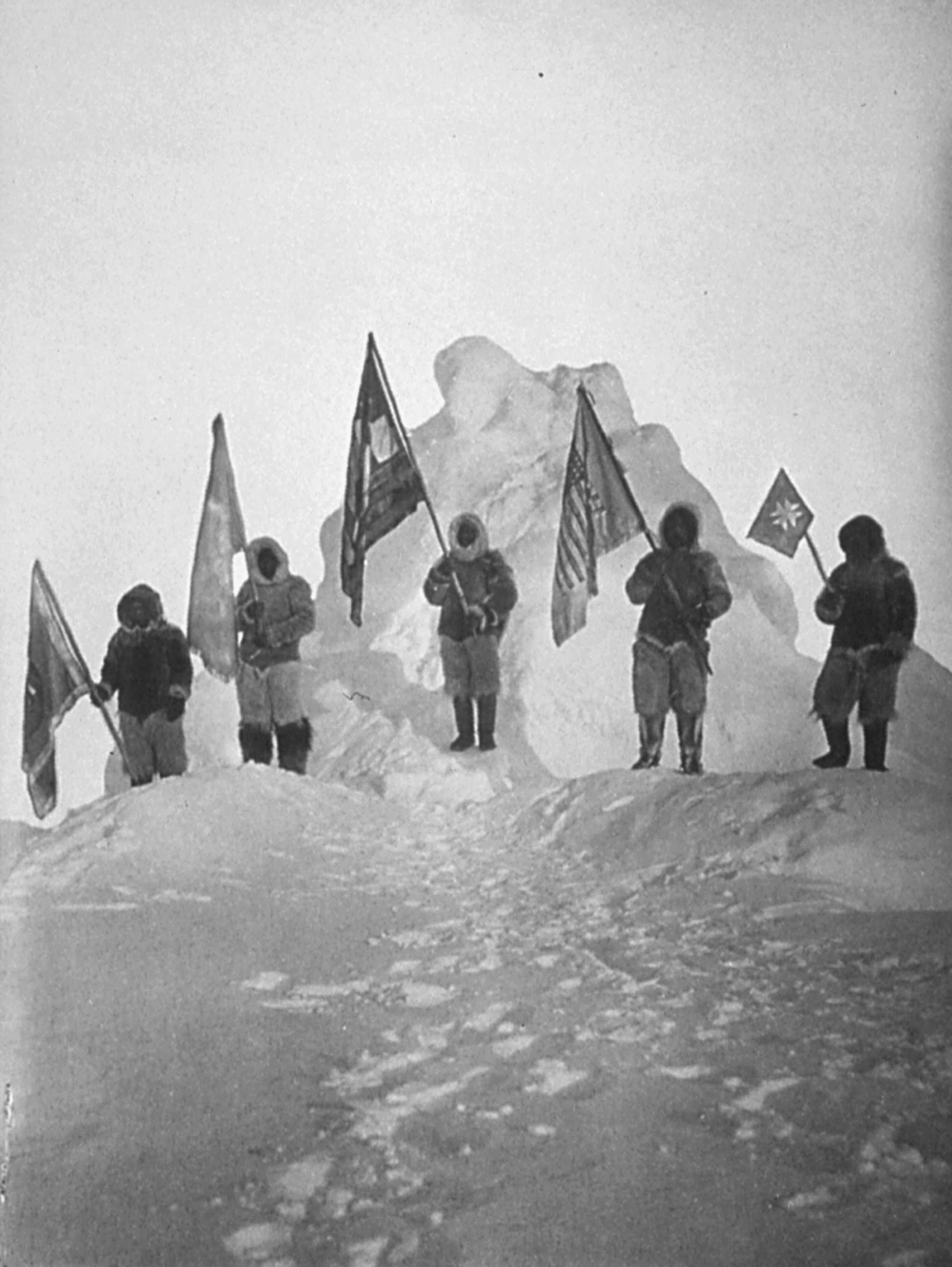
Pearys lag vid nordpolen

Robert Edwin Peary, född 6 maj 1856 i Cresson, Pennsylvania, död 20 februari 1920 i Washington, D.C., var en amerikansk mariningenjör och som tidigare ansågs officiellt, dock omtvistat, ha varit den förste expeditionsledaren som nått Nordpolen till fots 1909. Polarforskaren Frederick Cook påstod att han redan 1908 hade besökt Nordpolen men ganska omgående avskrevs hans påstående som falsarium.

## Biografi
Peary företog 1886 en undersökning av Grönlands inlandsis i syfte att korsa Grönland efter att ha läst ett arbete av Adolf Erik Nordenskiöld och framträngde med dansken Maigaard från Diskobukten omkring 150 kilometer i rakt östlig riktning. Sedan han 1888 förekommits av Fridtjof Nansen med att bli den förste att korsa Grönland koncentrerade han istället sina undersökningar till det då mycket litet kända Nord-Grönland och ledde 1891, följd av sin hustru, en expedition till Grönland och övervintrade vid McCormick Bay, norr om Whales sound. I början av maj 1892 företog Peary och norrmannen Eivind Astrup den egentliga undersökningsturen med en släde och 13 hundar, då de följde inlandsisens norra rand i öst-nordöstlig riktning. Efter en marsch på över 800 kilometer nådde man den 4 juli vid 81° 37' N och 34° V en väldig fjord som Peary dagen till ära kallade Independence Bay. På återresan tog de en inre väg över isen och under denna nåddes en höjd av omkring 2 400 meter. Hela färden var den utan jämförelse längsta glaciärvandring som dittills utförts.
I juli 1893 företog Peary en expedition till Grönland för att fortsätta sina undersökningar vid Independence Bay. Denna expedition blev mindre lyckad eftersom den påbörjade isvandringen år 1894 måste avbrytas på grund av ovanligt hårt väder (svår storm vid -50 °C). År 1895 lyckades Peary visserligen nå fram till Independence Bay, men på grund av att provianten tagit slut blev det då omöjligt att fortsätta upptäckterna. Somrarna 1896 och 1897 företogs nya färder. 1895 och 1897 avhämtades från Kap York de tre först funna Kap York-meteoriterna, en av dem Ahnighito är den tredje största man känner. Följande år började Peary med expeditionsfartyget "Windward" en ny expedition, som varade i fyra år, varunder han trots svåra motgångar år 1902 nådde fram till 84° 11' N, varvid han även upptäckte Grönlands nordspets och påvisade detta lands önatur. Tre år senare drog han med det nybyggda fartyget "Roosevelt" ut på en ny färd till nordsidan av Grantlandet och nådde 1906 på en slädfärd över isen 87° 6' N, den nordligaste breddgraden som dittills nåtts. Begagnande hela sin rika erfarenhet, företog Peary 1908 en ny polarexpedition över den drivande havsisen och nådde med fem följeslagare (afroamerikanen Matthew Henson som följt honom ända sedan 1891, och fyra inuiter Oo-tah, E-ging-wah, Si-gloo och Oo-que-ah) den 6 april 1909 själva nordpolen.
De första underrättelserna om färden sändes den 5 september 1909 från Indian Harbour i Labrador. Från några håll har det betvivlats, att Peary verkligen nått polen, men de undersökningar som fackmän utfört, syns bekräfta riktigheten av hans uppgift inom observationsfelens gränser, och för sina förtjänster utnämndes Peary till konteramiral i Förenta staternas flotta. Pearys framgångar grundar sig på ett skickligt användande av inuittekniken och på hans utomordentliga energi och uthållighet. Hans geografiska resultat ha varit betydande, mindre betydande är de kartografiska och naturvetenskapliga observationerna.
Den amerikanske polarforskaren Frederick Cook påstod att han redan den 21 april 1908 uppnådde nordpolen, men bara ett fåtal vetenskapsmän anser att han verkligen var först på detta ställe.

## Kontoverser kring Nordpolsexpeditionen 1909

### Nådde Peary och Henson verkligen den geografiska Nordpolen?
I dag är man i forskarvärlden ganska ense om att Peary och Henson inte lyckades nå den geografiska Nordpolen även om det finns de som är övertygade om motsatsen.
Den brittiske polarforskaren, författaren och konstnären Sir Walter William "Wally" Herbert, som till att börja med varit helt övertygad om att man verkligen lyckades nå målet 1909, deltog i en expedition till Nordpolen 1969 till 60-årsminne av Pearys och Hensons bedrift. National Geographic Society, som finansierade Pearys och Hensons expedition, gav senare Herbert i uppdrag att granska dagboken och de astronomiska anteckningarna från 1909. Herbert publicerade sin slutsats  i boken The noose of laurels: The discovery of the North Pole, att Nordpolsexpeditionen 1909 inte nådde sitt mål.
Den brittiska äventyraren Tom Avery som 2005 deltog i en expedition till Nordpolen i Pearys och Hensons fotspår menar i sin bok To The End of the Earth: The Race to Solve Polar Exploration's Greatest Mystery (2009) att det är högst sannolikt att expeditionen 1909 lyckades att nå den geografiska Nordpolen. Det som talar emot Avery är att han färdades snabbare samma väg som Peary och Henson men kortare; något som antyder att Pearys och Hensons anteckningar inte stämmer och kan vara falskt angivna.
Före detta professorn i astronomisk matematik vid Yale, Erland Myles Standish, verksam vid CalTech Jet Propulsion Laboratory och erkänd när det gäller bedömare av vetenskapliga anspråk, uttalade 2009 starka tvivel om att Peary och Henson verkligen nådde sitt mål.
Sir Walter William "Wally" Herberts Nordpolsexpedition 1969 var den första oomtvistade expeditionen som lyckades nå den geografiska Nordpolen till fots.

### Matthew Hensons hudfärgs roll i historieskrivningen
Det råder skilda meningar om vem som kom först till det Peary och Henson ansåg, alternativt påstod, vara den geografiska Nordpolen. Henson som var afroamerikan anses ha fått stå tillbaka till förmån för Peary när det gäller äran. Henson själv påstod att han skickats i förväg för att rekognosera och därför kom det sig att han först anlände till Nordpolen. Hensons påstående har stöd hos många och tillsammans med flera vittnesmål om Pearys rasistiska hållning har det legat till grund för ett allt mer utbrett avståndstagande till Peary som Nordpolspionjär.